# Staatliche Akademie der Bildenden Künste Stuttgart
De Staatliche Akademie der Bildenden Künste Stuttgart is een kunstacademie in de Duitse stad Stuttgart.

## Geschiedenis
In 1761 stichtte hertog Karel Eugenius van Württemberg de Académie des Arts in Stuttgart, die na zijn dood in 1793 werd gesloten. Pogingen om het kunstonderwijs nieuw leven in te blazen mislukten, totdat koning Willem I van Württemberg in 1829 toestemming gaf voor de opening van de Königliche Vereinigte Kunst-, Real- und Gewerbe-Schule. In 1832 scheidde de Handelsschool zich af en ontwikkelde de kunstschool zich tot een zelfstandige opleiding. In 1901 kreeg de school de titel Königliche Akademie der bildenden Künste, die na de Eerste Wereldoorlog werd omgedoopt tot Württembergische Akademie der bildenden Künste.
Naast de Kunstschule werd in 1869 een kunstnijverheidsschool opgericht, genaamd de Württembergische Staatliche Kunstgewerbeschule. In 1941 fuseerden de kunst- en kunstnijverheidsopleidingen onder de naam Staatliche Akademie der bildenden Künste Stuttgart.

## Bekende docenten en studenten
Docenten
- Otto Baum
- Rainer Ganahl
- Rudolf Hoflehner
- Alfred Hrdlicka
- Josef Nadj
- Robert Schad
- Alf Setzer
- Micha Ullman
- Henk Visch

Studenten
- Hüseyin Altin
- Alf Bayrle
- Herbert Baumann
- Gerlinde Beck
- Rolf Bodenseh
- Hans Dieter Bohnet
- Emil Cimiotti
- Elmar Daucher
- Hellmut Ehrath
- Christoph Freimann
- Otto Herbert Hajek
- Gerold Jäggle
- Peter Knapp
- Frans Krajcberg
- Horst Kuhnert
- Thomas Lenk
- Josef Nadj
- Heinz L. Pistol
- Charles Reinertz
- Gert Riel
- Hans Daniel Sailer
- Roland Schauls
- Reinhard Scherer
- Max Schmitz
- Jo Schöpfer
- Reinhard Sigle
- Kurt Tassotti
- Wolfgang Thiel
- K.H. Türk